# کمربند وان آلن
یکی از مهم‌ترین دستاوردهای سال بین‌المللی ژئوفیزیک (۱۹۵۷ و ۱۹۵۸) برنامهٔ ماهوارهٔ اکتشافی (explorer) آمریکا بود. در ارتباط با تفسیر داده‌های این ماهواره، جیمز ون آلن کمربند وان آلن یا کمربند تشعشعی وان آلن (به انگلیسی: Van Allen Radiation Belt)، را در اطراف کره زمین کشف کرد. تابش مورد بحث از تراکم غلیظ الکترونها و پروتون‌های با انرژی زیاد ناشی می‌شود که در دو منطقهٔ هلالی شکل در فاصله‌های ۳۲۰۰ و ۱۶۰۰۰ کیلومتری سطح زمین واقع شده‌اند. که توسط میدان مغناطیسی زمین، کره زمین را احاطه کرده‌است.
این کمربند ذرات کیهانی مضری را که به سوی زمین می‌تابند، جذب می‌کند. پرتوهای جذب شده توسط این حلقه بعضاً برای موجودات زنده مرگبار است و به عبارت دیگر درصورت عدم وجود این دو کمربند هرگز در زمین حیات پدیدار نمی‌شد. هر ماهواره‌ای که در کمربند وان آلن قرار گیرد توسط ذرات باردار از بین می‌رود؛ بنابراین سه ناحیه امن برای قرار گرفتن ماهواره‌ها ایجاد می‌شود:
- بین زمین و کمربند تحتانی وان آلن مدار پایین (LEO)
- بین کمربند تحتانی و فوقانی مدار متوسط (MEO)
- بین کمربند فوقانی تا فاصلهٔ ۳۵ هزار کیلومتری زمین، زمین ثابت (GEO)

از آنجا که دنیای امروزی ما وابستگی شدیدی به فناوری ماهواره دارد؛ درک نحوه کار کردن این کمربندها امری بسیار ضروری و حیاتی است. به همین دلیل است که ناسا در ماه اوت ۲۰۱۲ دو کاوشگر «وان آلن» را به مدار زمین فرستاد تا اطلاعات کافی در مورد این کمربندها به دست آورد.

## نگارخانه

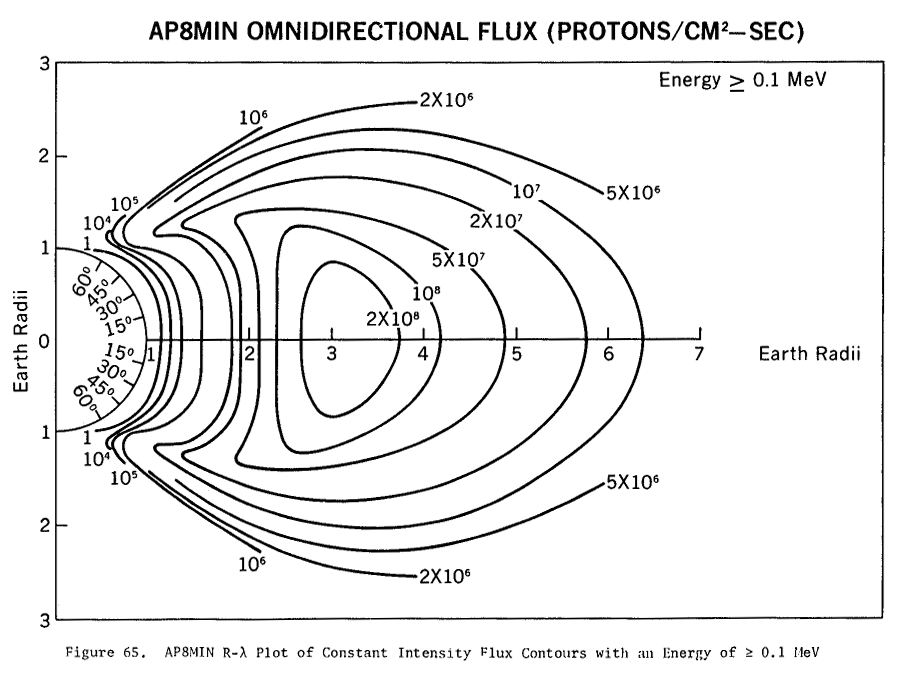
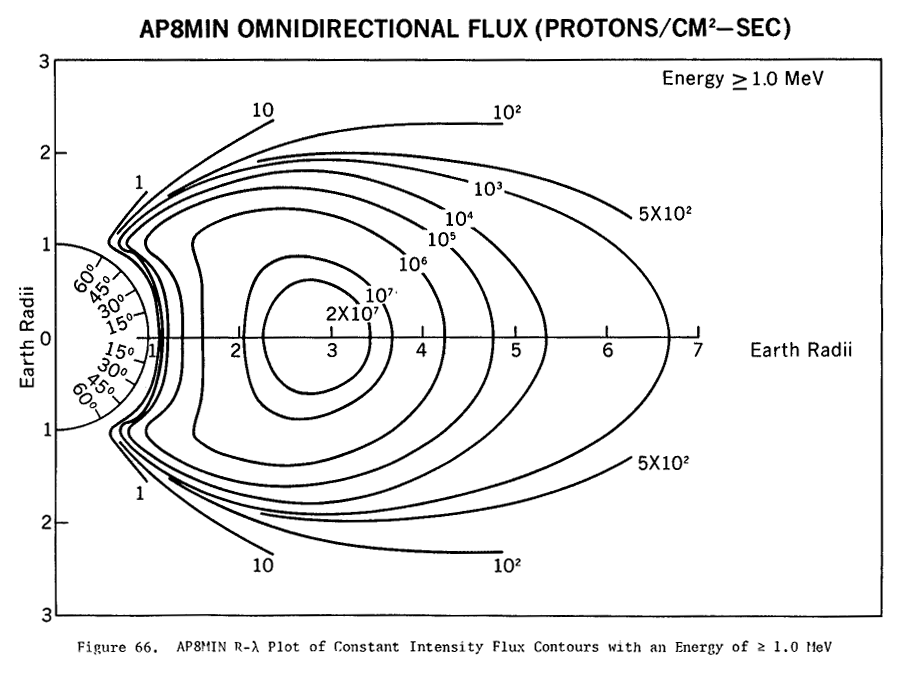
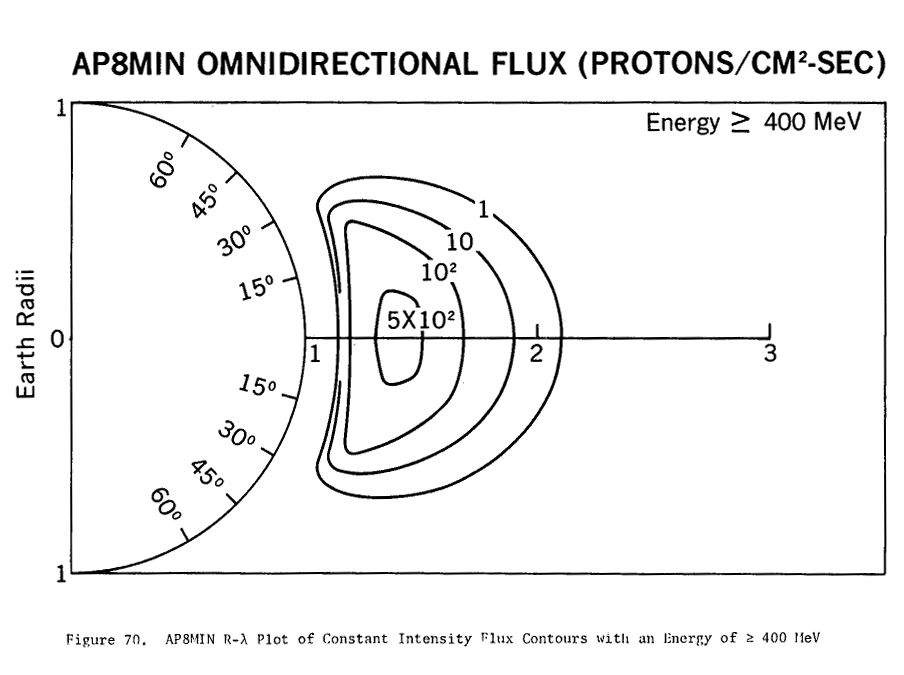